# Emblema della Repubblica Socialista Sovietica Ucraina
L'emblema della Repubblica Socialista Sovietica Ucraina fu lo stemma ufficiale della Repubblica Socialista Sovietica Ucraina dal 1919, anno della sua prima adozione. Con diverse modifiche, è stato in uso fino al 1992, quando a seguito della dissoluzione dell'Unione Sovietica fu sostituito dallo stemma del nuovo stato ucraino indipendente.

## Simbologia
Il simbolo è caratterizzato dalla presenza di numerosi elementi tipici dell'araldica socialista: dalla falce e martello, simbolo marxista per eccellenza, indicante l'unione delle classi lavoratrici contadina ed industriale, al colore rosso dello scudo centrale (elemento questo piuttosto raro nella simbologia classica degli altri emblemi sovietici) dai bordi ritorti, sul cui sfondo un sole nascente simboleggia il radioso futuro del proletariato internazionale.
Ai lati dello scudo fasci di spighe di grano rappresentano la produttività agricola ed in generale la prosperità ed il benessere materiale. A contornarle, due nastri di colore rosso sui quali campeggia il motto marxiano "Proletari di tutto il mondo, unitevi!" trascritto nelle due lingue ufficiali della repubblica, l'ucraino e il russo.
Al vertice dell'emblema compare una stella rossa a cinque punte, tradizionalmente richiamante la vittoria del comunismo sui cinque continenti mondiali.
L'emblema presenta notevoli somiglianze estetiche con quello della RSFS Russa, nella sua versione adottata nel 1920.

## Storia

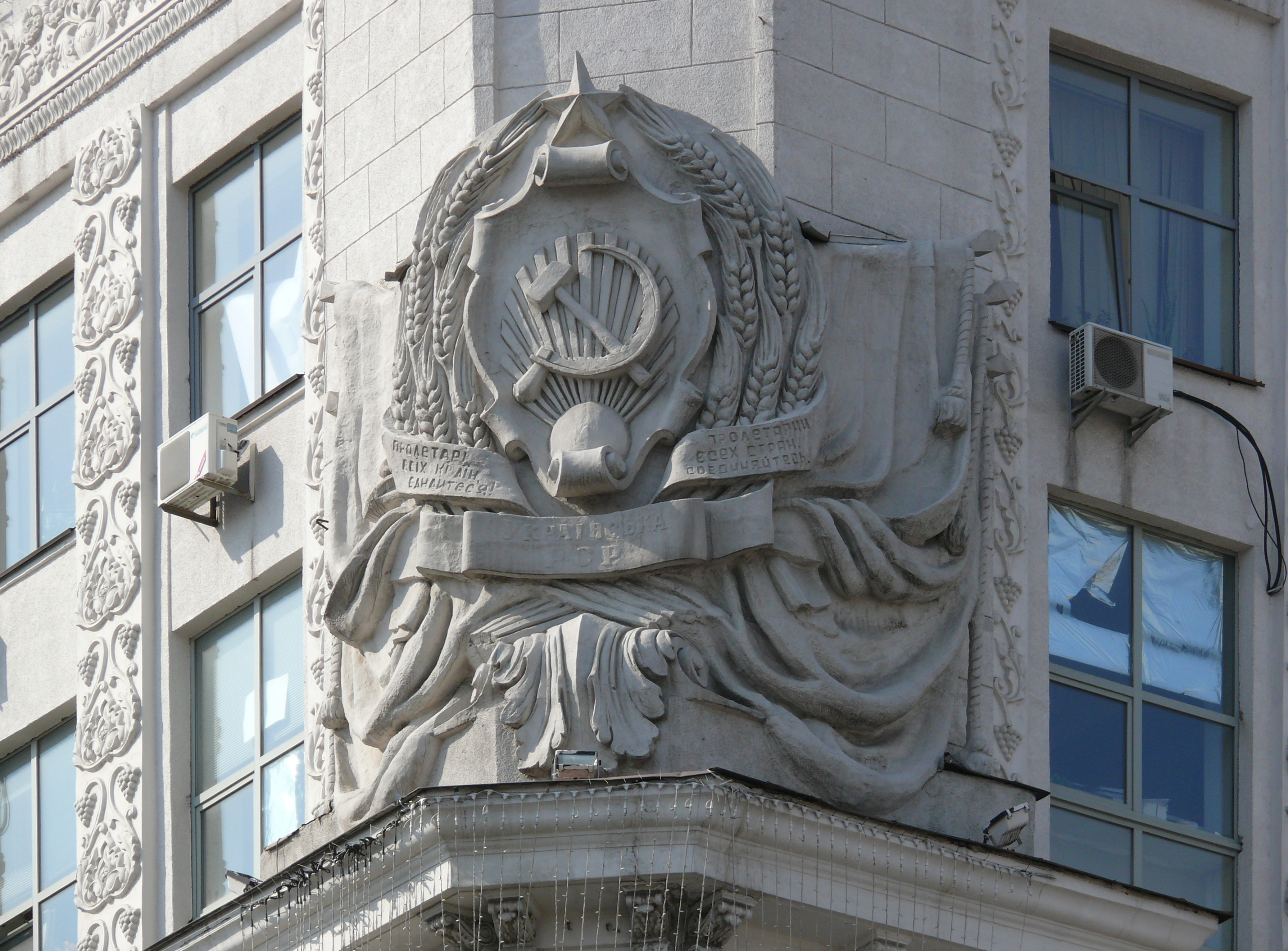
Emblema della RSS Ucraina sulla facciata del municipio di Charkiv

La prima formulazione dell'emblema di stato della nuova repubblica sovietica ucraina venne formalizzata nel 1919, quando nella costituzione del neonato stato il simbolo ricevette la sua prima definizione. Nella sua prima versione, esso presentava già i suoi elementi caratteristici (lo scudo, i simboli dorati ed il sole al centro, le spighe di grano ai lati), ma riportava il motto della rivoluzione in una singola fascia rossa posta alla base. Era inoltre presente, nella parte superiore dello scudo, l'acronimo del nome ufficiale dell'Unione Sovietica, in caratteri cirillici (YССР, USSR). L'esposizione e l'uso di simboli nazionali ucraini diversi da quello sovietico venne bandita dalle autorità.
Nel 1929 l'emblema subì una nuova revisione grafica: il disegno vegetale ai lati divenne più elaborato, mentre la fascia alla base venne semplificata, e su di essa venne posto il motto marxiano solamente nella sua trascrizione in ucraino; venne inoltre modificato l'acronimo nello scudo, indicante ora il nome ufficiale della RSS Ucraina (YСPР USRR).
Nel 1937 il simbolo venne leggermente modificato per una seconda volta, con l'aggiunta di un maggior numero di raggi dorati alla base dello scudo e un nuovo cambio di acronimo ("УРСР", URSR).
Una nuova revisione datata 1949 ebbe come obiettivo quello di uniformare lo stemma della RSS a quello delle altre repubbliche sovietiche; se il design nel suo complesso rimase lo stesso, vennero introdotte piccole modifiche quali l'eliminazione dell'acronimo nello scudo, sostituito da una dicitura posta nella fascia in basso, e l'aggiunta dei nastri rossi laterali in cui ricomparve il motto di unità proletaria. Venne inoltre aggiunta la stella rossa sulla sommità dell'emblema, già adottata a numerosi altri stemmi sovietici.
In questa definitiva versione, adottata ufficialmente dal soviet supremo ucraino il 5 luglio 1950, il simbolo di stato sopravvisse fino al 1992, quando venne rimpiazzato dal tradizionale Tryzub ("tridente") già adottato fra il 1917 ed il 1920 durante la breve esperienza della Repubblica Popolare Ucraina. Dal 2015 l'esposizione del vecchio simbolo sovietico è l'esposizione dell'emblema sovietico, così come quella di ogni altro simbolo riconducibile al comunismo, è vietata da una legge dello stato.

## Galleria d'immagini

Stemma della Repubblica Socialista Sovietica Ucraina (1918)
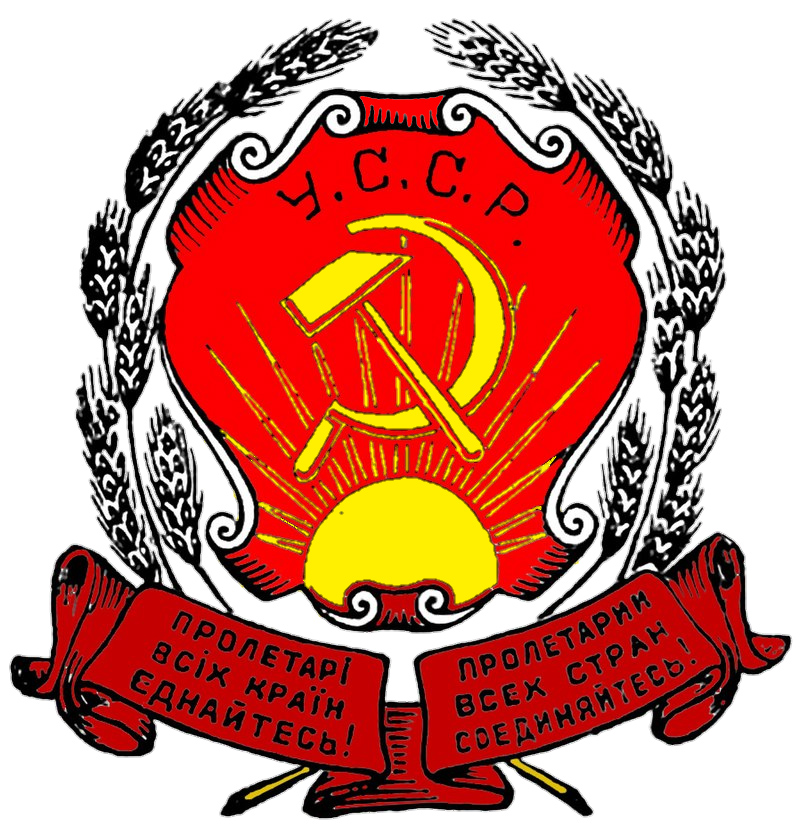
Stemma della Repubblica Socialista Sovietica Ucraina (1919)
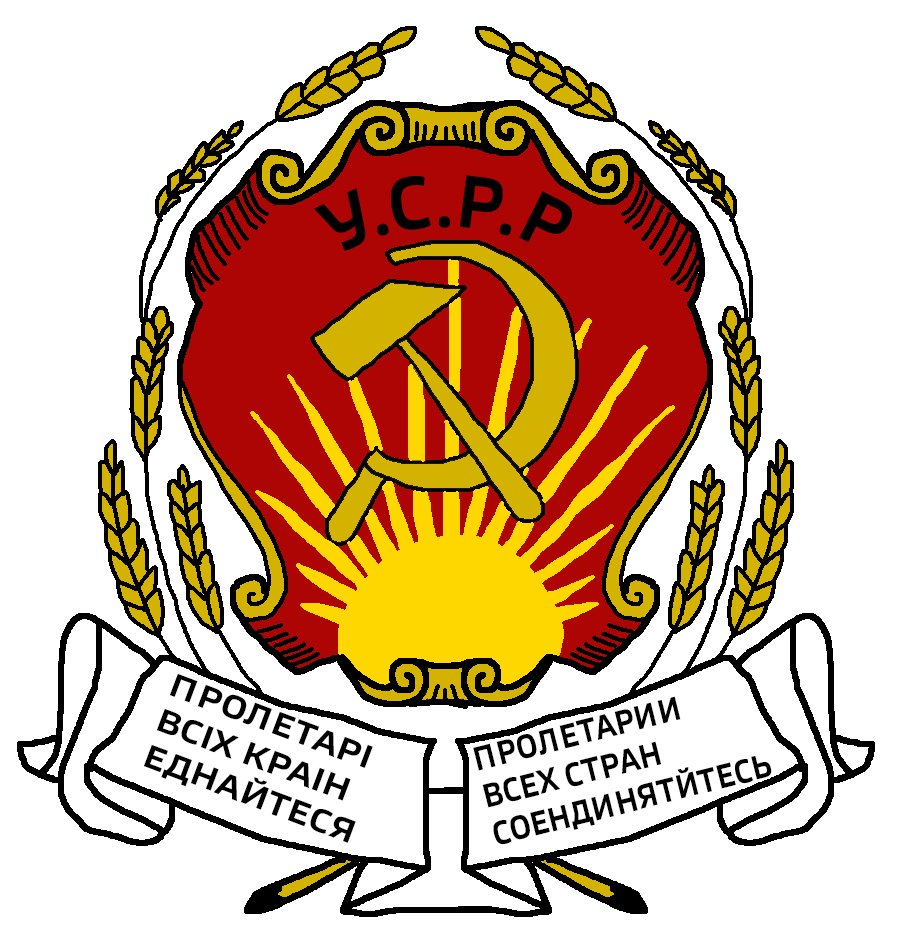
Stemma della Repubblica Socialista Sovietica Ucraina (1919-1929)
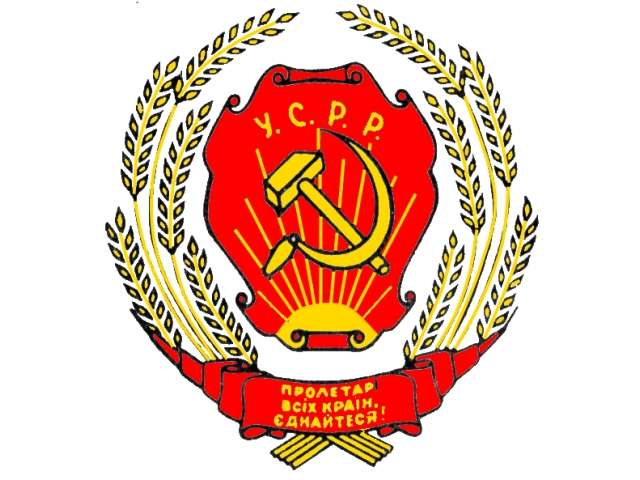
Emblema della Repubblica Socialista Sovietica Ucraina (1929-1937)
Emblema della Repubblica Socialista Sovietica Ucraina (1937-1949)
Emblema della Repubblica Socialista Sovietica Ucraina (1949-1992)